# 黑木華
黑木華（日语：／ Kuroki Haru，1990年3月14日—），日本大阪府高槻市出身，日本女演員。京都造形藝術大學藝術学院電影系畢業，PAPADO公司所屬，身高164CM，血型B型。

## 經歷
高中時代就讀追手門学院高中，當時已是演劇部的成員，高中一年級已經開始擔任主演。大學時代，師從林海象、東陽一等人。2009年參加野田秀樹的演劇工作坊，自此出道，之後經甄選飾演舞台劇的女主角，與野田秀樹及中村勘三郎 (十八代目)（巳故，1955年5月30日－2012年12月5日）一起演出。
2011年，黑木華演出電影《東京綠洲》，正式出道。2012年，在《狼的孩子雨和雪》初次擔任聲優。2013年，演出NHK晨間劇《純與愛》、《Legal high第二季》等電視劇。與綾野剛共同主演電影《沙尼达尔之花》，這也是她的初主演作品，以及參演了《啟航吧！編舟計畫》等多部電影，演技頗受好評，獲得當年度日本奧斯卡、電影旬報等7獎項的新人獎。2014年，黑木華以電影《小小的家》獲得第64屆柏林影展最佳女演員銀熊獎，是繼左幸子、田中絹代、寺島忍之後，日本第四位女演員獲得此獎。
2016年主演春季TBS週二連續劇《重版出來!》，為她首次主演電視劇。另外也首次參演NHK大河劇真田丸。

## 人物
曾與岩井俊二合作「BS日本電影專門頻道」廣告拍攝，當時對她的評價是「有文學氣息的女演員」。
名字的「華」，日語念做「haru」，而非一般常見的「hana」。

## 獎項
| 年份 | 大賞名稱                 | 獎項               | 作品                                                                                           |
| ---- | ------------------------ | ------------------ | ---------------------------------------------------------------------------------------------- |
|      | 第5回多摩電影獎          | 最優秀新進女演員獎 | 《沙尼達爾之花》、《啟航吧！編舟計畫》、《草原的椅子》                                         |
|      | 第26回日刊體育電影大獎   | 新人獎             | 《啟航吧！編舟計畫》、《草原的椅子》等                                                         |
|      | 第87回電影旬報           | 新人女演員獎       | 《啟航吧！編舟計畫》、《沙尼達爾之花》、《草原的椅子》、《真幌站前多田便利屋》、《人生別氣餒》 |
|      | 第35回横滨电影节         | 最優秀新人獎       | 《啟航吧！編舟計畫》、《沙尼達爾之花》、《草原的椅子》、《人生別氣餒》                         |
|      | 第37回日本電影金像獎     | 新人演員獎         | 《啟航吧！編舟計畫》、《草原的椅子》                                                           |
|      | 第56回藍絲帶獎           | 新人獎             | 《草原的椅子》、《啟航吧！編舟計畫》、《沙尼達爾之花》                                         |
|      | 第23回東京體育電影大獎   | 新人獎             | 《啟航吧！編舟計畫》、《草原的椅子》                                                           |
|      | 第64屆柏林影展           | 最佳女演員銀熊獎   | 《東京小屋的回憶》                                                                             |
|      | 第38回日本電影金像獎     | 最佳女配角         | 《東京小屋的回憶》                                                                             |
|      | 第85回日劇學院賞         | 最佳女配角         | 《天皇的御廚》                                                                                 |
|      | 第8回東京國際戲劇節      | 最佳女主角         | 《天皇的御廚》                                                                                 |
|      | 第39回日本電影金像獎     | 最佳女配角         | 《若與母親同住》                                                                               |
| 2016 | 第89回日劇學院賞         | 最佳女主角         | 《重版出來!》                                                                                  |
| 2018 | 第14回CONFiDENCE日劇大獎 | 最佳女配角         | 《無法成為野獸的我們》                                                                         |
| 2019 | 東京國際戲劇節           | 最佳女配角         | 《無法成為野獸的我們》                                                                         |
| 2019 | 第102回日劇學院賞        | 最佳女主角         | 《凪的新生活》                                                                                 |
| 2020 | 東京國際戲劇節           | 最佳女主角         | 《凪的新生活》                                                                                 |
| 2021 | 第44回日本電影金像獎     | 最佳女配角         | 《淺田家》                                                                                     |

## 演出

### 電視劇
- NHK晨間劇（NHK）
  - 純與愛 第1 - 76・148 - 149話（2012年10月1日 - 12月27日、2013年3月27日 - 28日） - 飾演：田邊千香[16]
  - 花子與安妮 第4週 - 最終週（2014年4月24日 - 9月27日） - 飾演：安東加代
    - 花子与安妮SP 朝市的新娘（2014年10月18日，NHK BS Premium）
- 真幌站前番外地 第8話（2013年3月1日、東京電視台） - 飾演：宮本由香里
- 王牌大律師2（2013年10月9日 - 12月18日、富士電視台） - 飾演：本田珍
- 世界奇妙物語 '13秋季特別篇「某一天，炸彈從天而降」（2013年10月12日、富士電視台） - 飾演：永峰遙／派露卡[17]
- 咕咕也是猫（2014年10月18日 - 11月8日，WOWOW） - 飾演：南
  - 咕咕也是猫2 -good good the fortune cat- 第1話（2016年6月11日）
- 東方快車謀殺案（2015年1月11日・12日，富士電視台） - 飾演 三木小百合
- 天皇的御廚（2015年4月26日 - 7月12日，TBS） - 飾演：高濱俊子 ※語り兼任
- 被遺忘的新娘 serial edition（2016年4月1日 - 5月6日） - 主演：皆川七海
- NHK大河劇（NHK）
  - 真田丸（2016年1月 - 12月） - 飾演：梅
  - 西鄉殿（2018年1月 - 12月） - 飾演：岩山糸→西鄉糸
  - 致光之君（2024年） - 飾演：源倫子
- 重版出來！（2016年4月12日 - 6月14日，TBS） - 主演：黑澤心
- 澪之料理帖（2017年5月13日 - 7月8日，NHK綜合） - 主演：澪
  - 特別篇（2019年12月14日 - 12月21日，NHK綜合）[18]
- 無法成為野獸的我們（2018年10月10日 - 12月12日，日本電視台） - 飾演：長門朱里
- 設計師 澀井直人的休假（日语：デザイナー 渋井直人の休日） 第8集開始（2019年3月8日 - 4月5日，東京電視台） - 飾演：三浦[19]
- 疑惑（2019年2月3日，朝日電視台） - 飾演：白河球磨子[20]
- 凪的新生活（2019年7月19日 - 9月20日，TBS） - 主演：大島凪[21]
- 鐵證懸案3～真相之門～ 第7話『思い出の渚』A Perfect Day（2021年1月23日，WOWOW） - 飾演 遠藤満智子
- 松尾铃木与女优的30分钟「黒木華の乱」（2021年3月28日，WOWOW Prime）
- 第一刑事部的烏鴉（2021年4月5日 - 6月14日，富士電視台） - 飾演：坂間千鶴
  - 第一刑事部的烏鴉 特别篇（2023年1月14日，富士電視台）
- 小道消息 #她想知道真正的○○（2022年1月6日 - 3月17日，富士電視台） - 主演：瀨古凜凜子
- 人间恐怖 第1話「心眼」（2022年2月6日，WOWOW） - 飾演 お竹
- 我的姐姐（2022年7月28日 - 9月29日，東京電視台 / 2021年9月，Amazon Prime Video） - 主演：白井
- 椅子 第7話「人間達の声がする」・第8話「椅子を取りに行く」（2022年7月8日・15日，WOWOW） - 主演：謎の美女（第7話） / 梢（第8話）
- 奥莉佛是狗， (天哪！！) 这家伙 Season2 第4話（2022年9月20日 - 10月4日，NHK総合） - 飾演：
- BRUSH UP LIFE（2023年1月8日 - 3月12日，日本電視台） - 飾演：森山玲奈
- 下剋上球兒（2023年10月15日 - ，TBS） - 飾演：山住香南子

### 電影
- MADE IN JAPAN 〜こらッ!〜（2011年10月1日，北白川派 / マジックアワー / 京都造形芸術大学映画学科）
- 東京綠洲（日语：東京オアシス）（2011年10月22日，Suurkiitos） - 飾演：康子
- BUNGO〜適度的欲望〜 告白的紳士們 「握住的手」（2012年9月29日，角川映画） - 飾演：綾子
- 草原的椅子（日语：草原の椅子）（2013年2月23日，東映） - 飾演：遠間彌生
- 編舟計畫（2013年4月13日，松竹／Asmik Ace） - 飾演 岸邊綠
- 幻花之戀（日语：シャニダールの花）（2013年7月20日，Phantom Film） - 主演：美月響子（與 綾野剛雙主演）[22][23]
- 人生別氣餒（日语：くじけないで）（2013年11月16日，松竹） - 飾演：柴田静子（青年時期）

- 東京小屋的回憶（2014年1月25日，松竹） - 飾演：布宮多喜
- 银之匙 Silver Spoon（2014年3月7日，東宝） - 飾演：南九条菖蒲[24]
- 裁縫師的美麗人生（日语：繕い裁つ人）（2015年1月3日，GAGA） - 飾演：葉子
- 大幕拉開（日语：幕が上がる）（2015年2月28日，T-JOY） - 飾演：吉岡美佐子
- 所羅門的偽證 - 飾演：森內惠美子
  - 前篇・事件（2015年3月7日、松竹）
  - 後篇・裁判（2015年4月11日、松竹）
- 我的長崎母親（2015年12月12日，松竹） - 飾演：佐多町子
- 被遺忘的新娘（2016年3月26日，東映） - 主演：皆川七海
- 討好笑容的起源和開始（2016年9月3日，Bitters End） - 飾演：夏海
- 漫長的藉口（日语：永い言い訳）（2016年10月16日，Asmik Ace） - 飾演：福永
- 名叫海賊的男人（日语：海賊とよばれた男#映画）（2016年12月10日，東寶） - 飾演：小川初美
- 不幹了,我開除了黑心公司（日语：ちょっと今から仕事やめてくる）（2017年5月27日、東寶） - 飾演：五十嵐紀子
- 海邊的李爾王（2017年6月3日，東京劇場） - 飾演：伸子
- 椿花散落（日语：散り椿）（2018年9月28日，東寶） - 飾演：坂下里美
- 日日是好日（日语：日日是好日_(映画)）（2018年10月13日，東京劇場） - 主演：森下典子
- 億男（日语：億男）（2018年10月19日，東寶） - 飾演：大倉萬佐子
- 古書堂事件手帖（2018年11月1日，二十世紀福斯／KADOKAWA） - 主演：篠川栞子（與 野村周平雙主演）
- 來了（日语：ぼぎわんが、来る#映画）（2018年12月7日，東寶） - 飾演：田原香奈
- どちらを（2019年4月6日，東京藝術大学 佐藤雅彦研究室 カンヌ短編プロジェクト） - 主演：二宮多恵
- 用甜酒漱口（日语：甘いお酒でうがい）（2020年9月25日，C&Iエンタテインメント） - 飾演：若林ちゃん
- 浅田家!（日语：浅田家!）（2020年10月2日，東寶） - 飾演：川上若奈
- 星之子（日语：星の子）（2020年10月9日，ヨアケ） - 飾演：昇子さん
- 老师，您能坐在我旁边吗？（2021年9月10日，HAPPINET） - 主演：早川佐和子（與 柄本佑雙主演）
- Noise（2022年1月28日，华纳兄弟） - 飾演：泉加奈
- 余生那些年（2022年3月4日，华纳兄弟） - 飾演：高林桔梗
- 鴉色刑事組（2023年1月13日，東寶） - 飾演：坂間千鶴
- #窨井（2023年2月10日，GAGA）
- Village（2023年4月21日，KADOKAWA/スターサンズ） - 飾演：中井美咲
- 世界的阿菊（2023年4月28日、東京テアトル/U-NEXT/リトルモア） - 主演：阿菊
- ほつれる（2023年9月8日，ビターズ・エンド） - 飾演 英梨
- Kyrie之歌（2023年10月13日，東映）
- 青春18×2 通往有你的旅程（2024年5月3日，Happinet Phantom Studios）- 飾演 由紀子

### 劇場版動畫
- 狼的孩子雨和雪（2012年7月21日、東宝） - 飾演：雪〈少女時期〉[25]
- 花與愛麗絲之殺人事件（2015年2月20日、T-Joy） - 飾演：萩野里美
- 怪物的孩子（2015年7月11日、東寶） - 飾演：一郎彥〈少年〉
- 未來的未來（2018年7月20日、東寶） - 飾演：未來〈高中時期〉

## 外部連結
- 黒木華 - 公式ホームページ（页面存档备份，存于）